# Richard Wright (Schriftsteller)

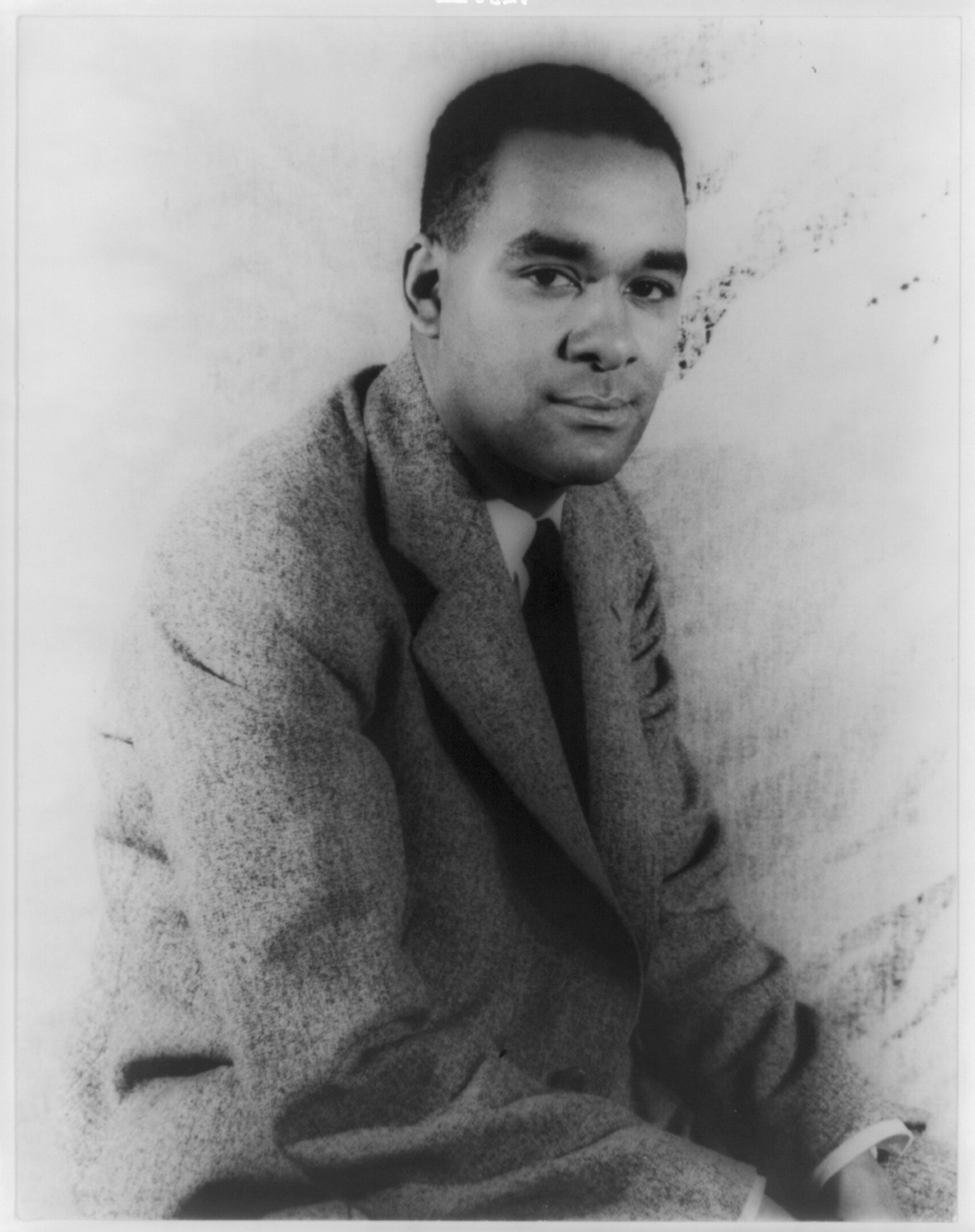
Richard Wright, aufgenommen von Carl van Vechten, 1939

Richard Nathaniel Wright (* 4. September 1908 in Roxie, Mississippi; † 28. November 1960 in Paris) war ein US-amerikanischer Romancier und Erzähler.

## Leben
Richard Nathaniel Wright war der ältere der beiden Söhne des Sharecroppers Nathan Wright und dessen Ehefrau Ella, einer Lehrerin. Während seine Eltern nach dem Ende des Amerikanischen Bürgerkriegs bereits als Freie geboren worden waren, waren Wrights Großeltern noch in die Sklaverei hineingeboren worden und wurden erst nach dem Ende des Bürgerkriegs befreit. 1913 zog die Familie nach Memphis, Tennessee, weil Nathan Wright hoffte, in der Industrie einen besseren Arbeitsplatz zu finden. Zwei Jahre später – als Richard Wright gerade sieben Jahre alt war – verließ der Vater die Familie, und die Mutter musste in Haushalten weißer Familien arbeiten, um den Lebensunterhalt zu verdienen. 1918 erlitt sie jedoch einen Schlaganfall und war nicht mehr in der Lage zu arbeiten. Sie lebte daraufhin mit ihren Kindern für kurze Zeit bei ihren Eltern Richard und Margaret Wilson in Jackson, Mississippi, bevor sie zu ihrer Schwester Maggie Hoskins nach Elaine in Arkansas zog. In Jackson besuchte Richard Wright erst eine Schule der Siebenten-Tags-Adventisten, dann eine staatliche Schule. 1924 erschien seine erste Erzählung The Voodoo of Hell’s Half Acre in einer afroamerikanischen Zeitung.
1927 zog Wright nach Chicago, wo er als Angestellter bei der Post arbeitete. Er las während dieser Zeit viel und wurde besonders beeinflusst von den Werken des Literaturkritikers Henry Louis Mencken und des naturalistischen Romanciers Theodore Dreiser. Durch die Weltwirtschaftskrise verlor er seine Stelle und musste sich in der Folge mit Jobs durchschlagen. In dieser Zeit entstanden über den John-Reed-Club, einen den Kommunisten nahestehenden Kulturverein, die Kontakte zur Kommunistischen Partei, in deren Organen Wright wiederholt veröffentlichte. Wright schrieb in diesen Jahren seinen ersten Roman Lawd Today, der jedoch erst postum, 1963, erschien.
1937 zog Wright nach New York, wo er Herausgeber des kommunistischen Blattes Daily Worker wurde. 1938 erschien sein erstes Buch Uncle Tom’s Children, eine Sammlung von Erzählungen über den Rassismus in den Südstaaten. 1939 heiratete er die weiße Tänzerin Dhimah Rose Meadman; die Ehe wurde jedoch bereits 1940 wieder geschieden. In diesem Jahr erschien auch sein Roman Native Son – allerdings in einer verstümmelten Version. Beispielsweise wurden Szenen, die die sexuellen Phantasien des schwarzen Protagonisten Bigger Thomas im Bezug auf weiße Frauen darstellten, erstmals in einer Neuausgabe 1993 gedruckt. Native Son war der erste Bestseller eines afroamerikanischen Autors – innerhalb von drei Wochen wurden über 200.000 Exemplare verkauft. 1941 wurde am Broadway eine Bühnenversion von Native Son unter der Regie von Orson Welles aufgeführt. Ebenfalls 1941 heiratete Wright Ellen Poplar, eine Weiße, die Mitglied der kommunistischen Partei war; zwei Töchter, Julia und Rachel, wurden 1942 und 1949 geboren.
1942 trat Wright aus der Kommunistischen Partei aus. 1944 veröffentlichte er den Essay I Tried to Be a Communist, in dem er erklärte, wie es zu dem Bruch kam. 1945 erschien seine Autobiografie Black Boy und wurde wieder zum Bestseller. 1946 wurde Wright nach Frankreich eingeladen. Das Erlebnis Europas, wo er nicht als minderwertiger Schwarzer, sondern in erster Linie als Amerikaner gesehen wurde, überzeugte ihn davon, endgültig nach Frankreich überzusiedeln; in die USA kehrte er danach nicht wieder zurück.
1951 wagte sich Wright auf für ihn unbekanntes Terrain. In der europäischen Verfilmung seines Hauptwerks Native Son spielte er selbst die Rolle der Hauptfigur Bigger Thomas.
1953 erschien Wrights existenzialistischer Roman The Outsider und 1954 Savage Holiday, sein einziger Roman mit weißen Protagonisten. Beide Bücher hatten wenig Erfolg. In Paris machte Wright die Bekanntschaft der ebenfalls nach Frankreich ausgewanderten afroamerikanischen Autoren Chester Himes und James Baldwin. Während das Verhältnis zu Himes gut war, entwickelte sich zwischen Wright und Baldwin bald ein Konflikt. Für den jüngeren Baldwin (der zudem homosexuell war, was zu zusätzlichen Spannungen führte) ging es darum, sich einerseits von dem literarischen „Übervater“ Wright zu befreien, andererseits sah er in dessen Werken eine überlebte Art der Protestliteratur, die seinen damaligen ästhetischen Maßstäben nicht genügte.
In den 1950er-Jahren reiste Wright viel, unter anderem nach Afrika und Asien, und veröffentlichte eine Reihe politischer und soziologischer Texte. 1954 erschien Black Power – womit Wright dieses Schlagwort der 1960er-Jahre prägte. Das Buch handelt von den Unabhängigkeitsbestrebungen der afrikanischen Kolonien, im Besonderen Ghanas (der damaligen britischen Kolonie Goldküste). 1959 erschien sein letzter Roman The Long Dream, der erste Teil einer geplanten Trilogie; ein zweiter Teil American Hunger, 1944 vollendet, erschien postum 1977.
Gegen Ende seines Lebens war Wright schwer krank; er starb 1960 an einem Herzinfarkt und wurde in Paris auf dem Friedhof Père-Lachaise beigesetzt.

## Bedeutung seines Werks

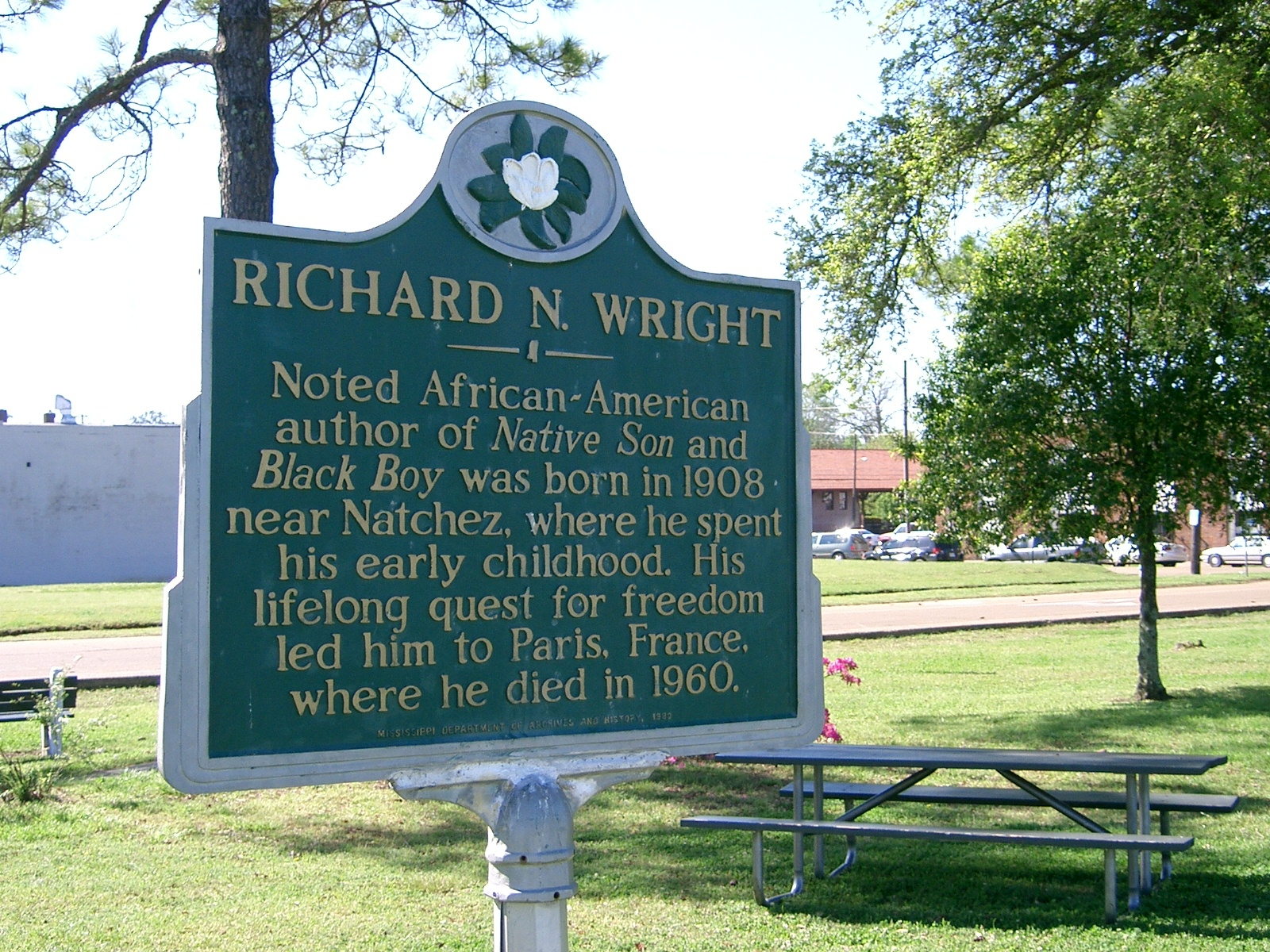
Gedenktafel für Richard Wright in Natchez

Mit seiner Verkörperung von Gewalt als einer elementaren Konstante des amerikanischen Lebens und der Absolutsetzung der Deprivation und des Leidens der Schwarzen gilt Native Son allgemein als eine der kompromisslosesten Darstellungen der Rassenproblematik in der afroamerikanischen Literatur. Der jugendliche Protagonist Bigger Thomas ist durch eine Welt von Gewalt geformt, auf die er selber nur ebenso mit blinder Gewalt reagieren kann. Als Mörder wird er wie ein wildes Tier gehetzt und in einem Schauprozess zum Tode verurteilt. Obwohl Bigger Thomas von zwei Kommunisten begleitet wird, die ihm bewusst zu machen versuchen, dass er selber nur das Opfer der gesellschaftlichen Verhältnisse geworden sei, endet der Roman mit dem radikal existenzialistischen Bekenntnis des Protagonisten zu seiner Tat als Sinnstiftung in seinem Leben. Wright distanziert sich damit zugleich von der kommunistischen Doktrin. Auch der autobiografische Roman Black Boy, der als eine der bewegendsten Autobiografien in der afroamerikanischen Literatur gilt, ist durch eine existenzialistische Grundhaltung geprägt. Wrights Spätwerk, in dem er in Romanen, Kurzprosa, Gedichten und Schriften seine Erfahrungen in der Begegnung mit Europa, Afrika und Asien verarbeitete, machte ihn zu einer geistigen Vaterfigur des afroamerikanischen sozialen Realismus und begründete eine Schule, der mit William Attaway, James Baldwin,  Ralph Ellison, Chester Himes und zahlreichen anderen Autoren zumindest für eine begrenzte Zeit nahezu eine gesamte Schriftstellergeneration nahestand.

## Werke
- Uncle Tom’s Children: Four Novellas. 1938.
- Bright and Morning Star. 1938.
- Uncle Tom’s Children: Five Long Stories. 1940.
  - deutsch: Onkel Toms Kinder. Fünf Kurzromane. Aus dem Amerikanischen von H. Rosbaud. Steinberg, Zürich, 1949.
- Native Son. 1940
  - deutsch: Sohn dieses Landes. Aus dem Amerikanischen von Klaus Lambrecht. Humanitas, Zürich, 1941. Neuausgabe: Kein & Aber, Zürich/Berlin, 2019, ISBN 978-3-0369-5795-1.
- Fire and Cloud. 1940.
- 12 Million Black Voices: A Folk History of the Negro in the United States. 1941.
  - deutsch: Wir Neger in Amerika. Aus dem Amerikanischen von Anita Hüttenmoser, Buchausstattung von Richard Paul Lohse. Büchergilde Gutenberg, Zürich, 1948.
- Black Boy. 1945.
  - deutsch: Ich Negerjunge. Die Geschichte einer Kindheit und Jugend. Aus dem Amerikanischen von H. Rosbaud. Steinberg, Zürich, 1947.
- The God that Failed. Hrsg. von Richard Crossman. Hamilton, London, 1950.
  - deutsch: Ein Gott der keiner war. Arthur Koestler, Ignazio Silone, André Gide, Louis Fischer, Richard Wright, Stephen Spender schildern ihren Weg zum Kommunismus und ihre Abkehr. Vorwort von Richard Crossmann, Nachwort Franz Borkenau. Europa-Verlag, Zürich/Konstanz/Wien 1950, Neuausgabe 2005, ISBN 3-85665514-X. (Einführung von Wolfgang Leonhard)
- The Outsider. 1953.
  - deutsch: Der Mörder und die Schuldigen. Aus dem Amerikanischen von Ruth Malchow-Huth. Claassen, Hamburg, 1966.
- Black Power: A Record of Reactions in a Land of Pathos. 1954.
  - deutsch: Schwarze Macht. Zur afrikanischen Revolution. Aus dem Amerikanischen von Christian E. Lewalter und Werner von Grünau. Claassen, Hamburg, 1956.
- Savage Holiday. 1954.
- The Color Curtain: A Report on the Bandung Conference. 1956.
- Pagan Spain. 1957.
  - deutsch: Heidnisches Spanien. Aus dem Amerikanischen von Werner von Grünau. Claassen, Hamburg, 1958.
- White Man, Listen! 1957.
- The Long Dream. 1959.
  - deutsch: Der schwarze Traum. Aus dem Amerikanischen von Werner von Grünau. Claassen, Hamburg, 1960.
- Eight Men. 1961.
  - deutsch: Der Mann, der nach Chikago ging. Aus dem Amerikanischen von Enzio v. Cramon und Erich Fried. Claassen, Hamburg, 1961.
- Lawd Today. 1963.
- American Hunger. 1944 (aus dem Nachlass 1974 hrsg.).
  - deutsch: Schwarzer Hunger. 1980, ISBN 3-462-01362-9.
- The man who lived underground. Library of America, New York, 2021, ISBN 978-1-59853-676-8
  - Der Mann im Untergrund. Aus dem Amerikanischen von Werner Löcher-Lawrence. Deutsche Erstausgabe bei Kein & Aber, Zürich / Berlin, 2022, ISBN 978-3-0369-5873-6.
- HAIKU, deutsch von Jonis Hartmann, Berlin : Matthes & Seitz Berlin, 2024, ISBN 978-3-7518-0968-9

## Verfilmungen (Auswahl)
- 1986: Native Son
- 1996: America’s Dream
- 2019: Native Son

### Biografien
- Michel Fabre, Isabel Barzun: The Unfinished Quest of Richard Wright. University of Illinois Press, Urbana, 2. Aufl. 1993, ISBN 0-252-01985-7.
- Addison Gayle: Richard Wright: Ordeal of a Native Son. Peter Smith, Gloucester (Massachusetts), 1980.
- Hazel Rowley: Richard Wright: the life and times. University of Chicago Press, Chicago, 2008, ISBN 978-0-226-73038-7.
- Margaret Walker: Richard Wright, daemonic Genius: a portrait of the man : a critical look at his work. Amistad, New York, 1993, ISBN 1-56743-004-X.
- Constance Webb: Richard Wright – A Biography.  G.P. Putnam’s Sons, New York, 1968.
- John A. Williams: The most native of sons: A biography of Richard Wright. Doubleday & Company, Garden City (New York), 1970, OCLC 492894151.

### Zum Werk
- Evelyn Gross Avery: Rebels and Victims: the fictions of Richard Wright and Bernhard Malamud. Kennikat Press, Port Washington (New York), 1979, ISBN 0-8046-9234-3.
- Robert A. Bone: Richard Wright (= University of Minnesota pamphlets on American writers; 74). University of Minnesota Press, Minneapolis, 1969.
- Jean-François Gounard: The racial problem in the works of Richard Wright and James Baldwin (= Contributions in Afro-American and African studies; 14). Greenwood Press, London, 1993, ISBN 0-313-27308-1.
- Joyce Ann Joyce: Richard Wright’s Art of Tragedy. University of Iowa Press, Iowa, 1986, ISBN 0-87745-148-6.
- Keneth Kinnamon: The Emergence of Richard Wright. University of Illinois Press, Urbana (Illinois), 1972, OCLC 1103580494.
- Monika Plessner: Ich bin der dunklere Bruder · Die Literatur der schwarzen Amerikaner · Von den Spirituals bis zu James Baldwin. Fischer Verlag Frankfurt a. M. 1979, ISBN 3-596-26454-5, S. 240–255.
- Carol Polsgrove: Ending british rule in africa: writers in a common cause. Manchester Univ. Press, Manchester u. a., 2012, ISBN 978-0-7190-8901-5.